# Ana Miguel Pedro
Ana Miguel Pedro Soares (ur. 7 października 1988 w Oliveira de Azeméis) – portugalska polityk i prawniczka, posłanka do Parlamentu Europejskiego X kadencji.

## Życiorys
Ukończyła studia z prawa i nauk ekonomicznych na Uniwersytecie w Porto. W 2011 została zatrudniona jako doradczyni Centrum Demokratycznego i Społecznego – Partii Ludowej w Parlamencie Europejskim. W 2017 została wybrana do zgromadzenia miejskiego rodzinnej miejscowości, jednak zrezygnowała z objęcia funkcji radnej, kontynuując pracę w PE w boku Nuno Melo.
Weszła w skład krajowego komitetu politycznego CDS-PP. W 2024 z rekomendacji tej partii otrzymała trzecie miejsce na liście kandydatów centroprawicowej koalicji w wyborach europejskich. W wyniku głosowania z czerwca tego samego roku uzyskała mandat posłanki do Europarlamentu X kadencji.